# 伊朗刺鯿
伊朗刺鯿（学名：Acanthobrama urmianus）為輻鰭魚綱鯉形目雅羅魚科刺鯿屬的其中一種，被IUCN列為極危保育類動物，分布於亞洲伊朗Ocksa與Urmi河流域，體長可達19公分，棲息在底中層水域，生活習性不明。

## 扩展阅读
維基物種上的相關：伊朗刺鯿